# Abu Hureyra
35°52′N 38°23′Ø / 35.867°N 38.383°Ø
Abu Hureyra er et arkæologisk fundsted i Eufratdalen i Syrien. Den ældste, såkaldte Epipalæolitiske bosættelse fra 11.000 f.Kr. bærer præg af en tidlig neolitisk levevis med overgang fra jæger- og samlerkultur til landbrug. Stedet blev udgravet i to korte sæsoner i 1970'erne, før området blev opdæmmet og tabt for altid. Dette er det første ubestridte eksempel på overgang til helagerbrug. Befolkningen boede i runde stenhuse, den hustype, som i Mellemøsten er dokumenteret allerede fra Ohalo i Nord-Israel fra 18.000 f.Kr.
Indbyggerne jagede gazelle, vildfår og vildged. Oprindeligt var området frugtbart med høst af blommer, mandler osv. Men med det koldere klima i Yngre Dryas fra ca. 9.600 f.Kr blev området mere tørt og indbyggerne begyndte en intensiv dyrkning – i første række af rug. Stedet blev forladt senere i Yngre Dryas, som var en global kuldeperiode, der opstod, da isen på Labrador-halvøen smeltede og iskoldt smeltevand løb ud i Nordatlanten. Muligvis fortrak befolkningen 50 km over til anden siden af floden og grundlagde Tell Mureybit, som blev beboet på dette tidspunkt.
Under den regionale befolkningsforøgelse fra ca. 8.800 f.Kr blev Abu Hureyra igen beboet, nu som en umiskendelig neolitisk jordbrugslandsby med firkantede murstenshuse af betydelig størrelse. Byen havde sikkert flere tusinde indbyggere, som drev et bredt jordbrug med rug, hvede og byg, og som efterhånden begyndte at holde får som husdyr. Der blev i begyndelsen jaget gazelle, men dette aftog pludseligt, og det vidner om det jagttryk, som efterhånden udryddede gazelle i Mesopotamien og siden også i resten af Mellemøsten.
Det nye bebyggelseslag viser, at stedet var befolket i ca. 2.000 år.